# 德胡
德胡（Dehu），是印度马哈拉施特拉邦浦那县的一个城镇。总人口5340（2001年）。

## 人口
该地2001年总人口5340人，其中男性2751人，女性2589人；0—6岁人口608人，其中男342人，女266人；识字率77.40%，其中男性为82.77%，女性为71.69%。